# Ágosta (keresztnév)
Az Ágosta női név az Ágost férfinév női párja, illetve az Auguszta név régi magyar formája.

## Rokon nevek
Auguszta, Augusztina

## Gyakorisága
Az újszülötteknek adott nevek körében az 1990-es években szórványosan fordult elő. A 2000-es és a 2010-es években sem szerepelt a 100 leggyakrabban adott női név között.
A teljes népességre vonatkozóan az Ágosta sem a 2000-es, sem a 2010-es években nem szerepelt a 100 leggyakrabban viselt női név között.

## Névnapok
március 27., március 29., december 18.,